# Campeonato de Luxemburgo de Ciclismo en Ruta
Los Campeonatos de Luxemburgo de Ciclismo en Ruta se organizan anualmente desde el año 1922 para determinar el campeón ciclista de Luxemburgo de cada año. El título se otorga al vencedor de una única carrera. El vencedor obtiene el derecho a portar un maillot con los colores de la bandera luxemburguesa hasta el Campeonato de Luxemburgo del año siguiente.

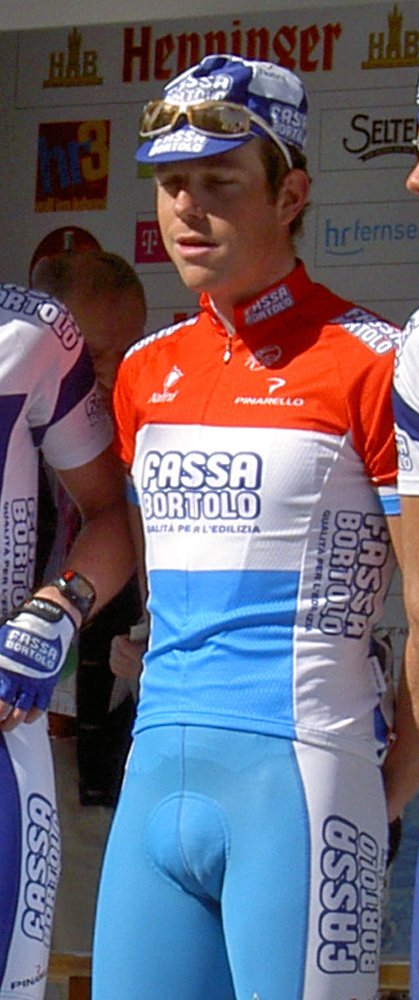
Kim Kirchen con el maillot de campeón en 2004.

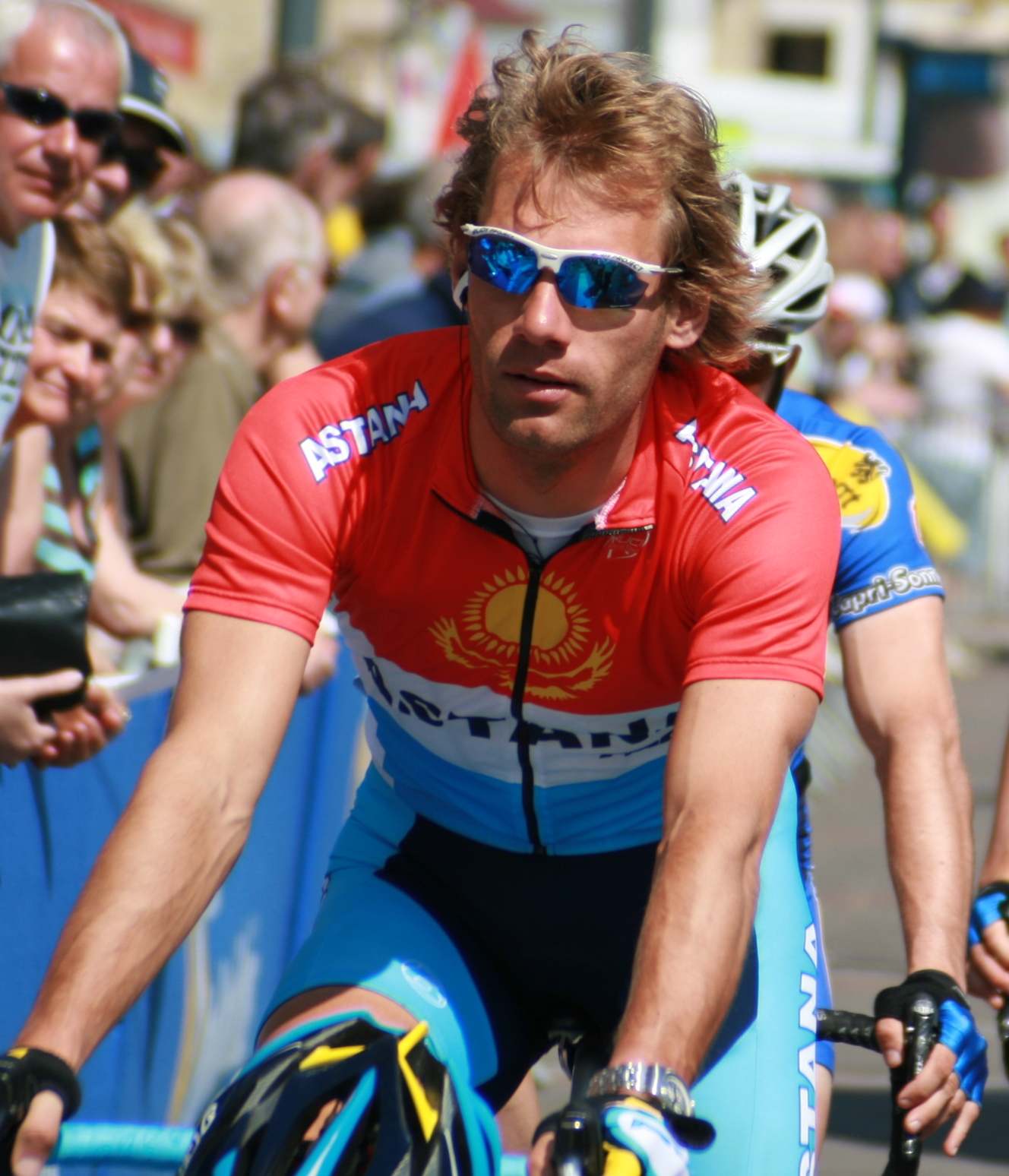
Benoît Joachim, vestido con el maillot de campeón en los Cuatro Días de Dunkerque en 2008.

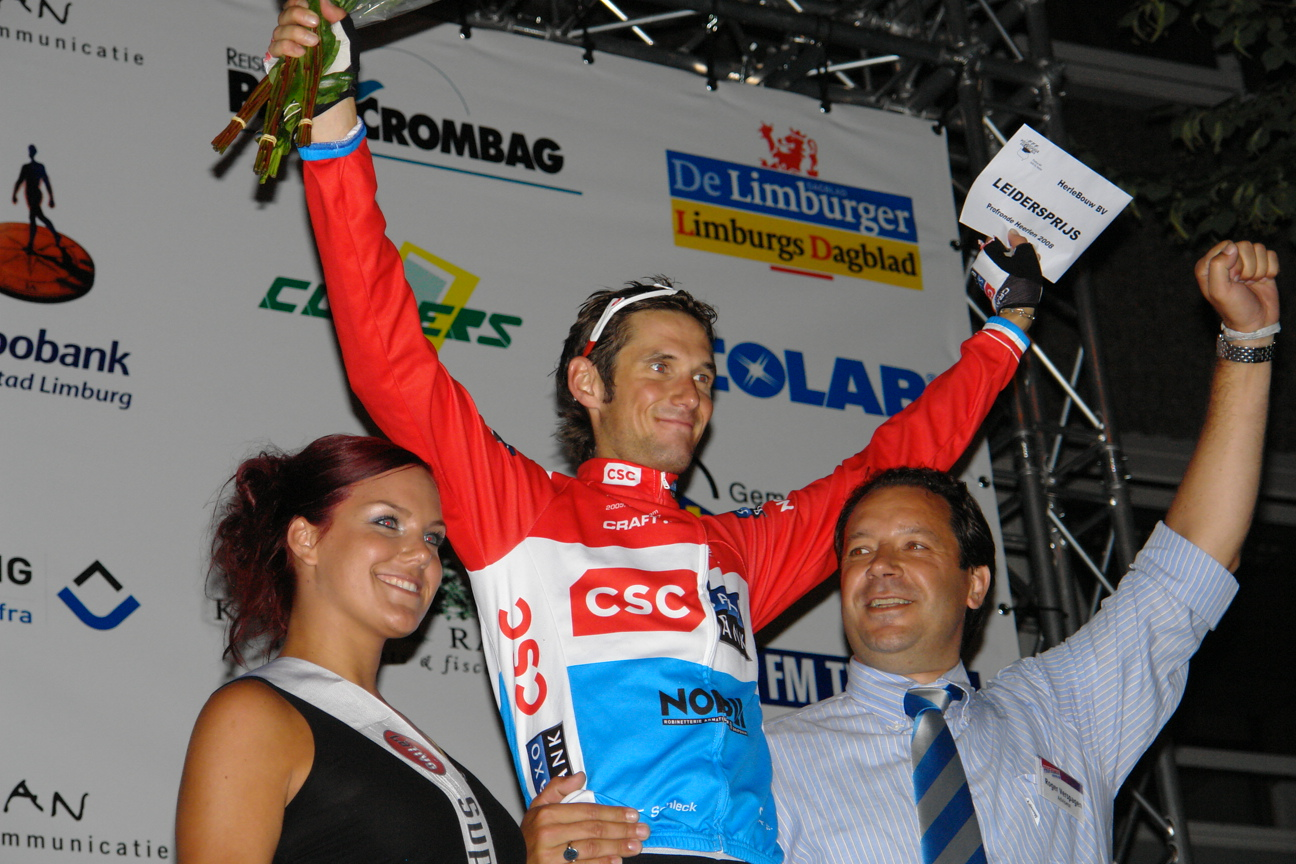
Frank Schleck.

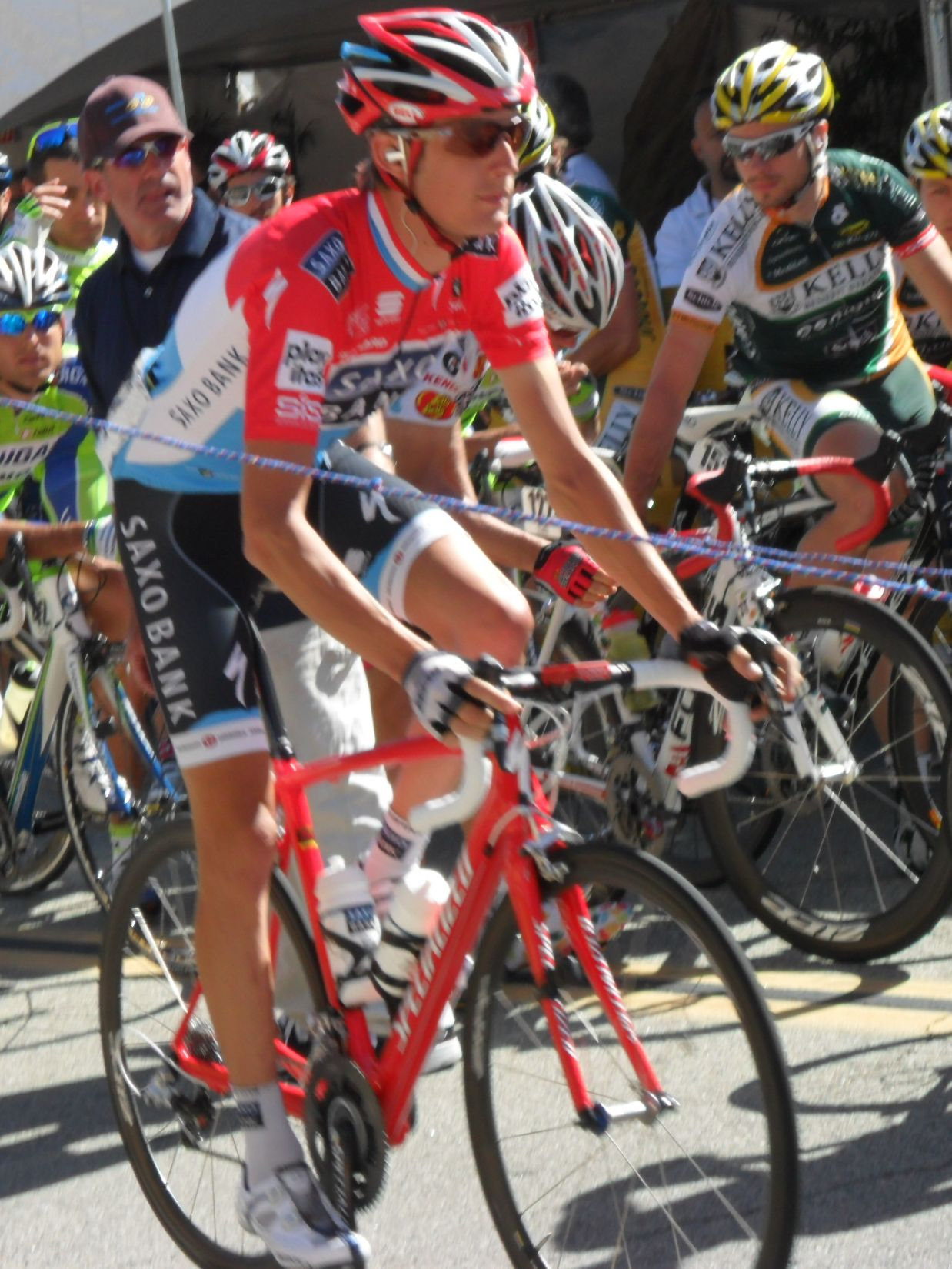
Andy Schleck campeón en 2009.

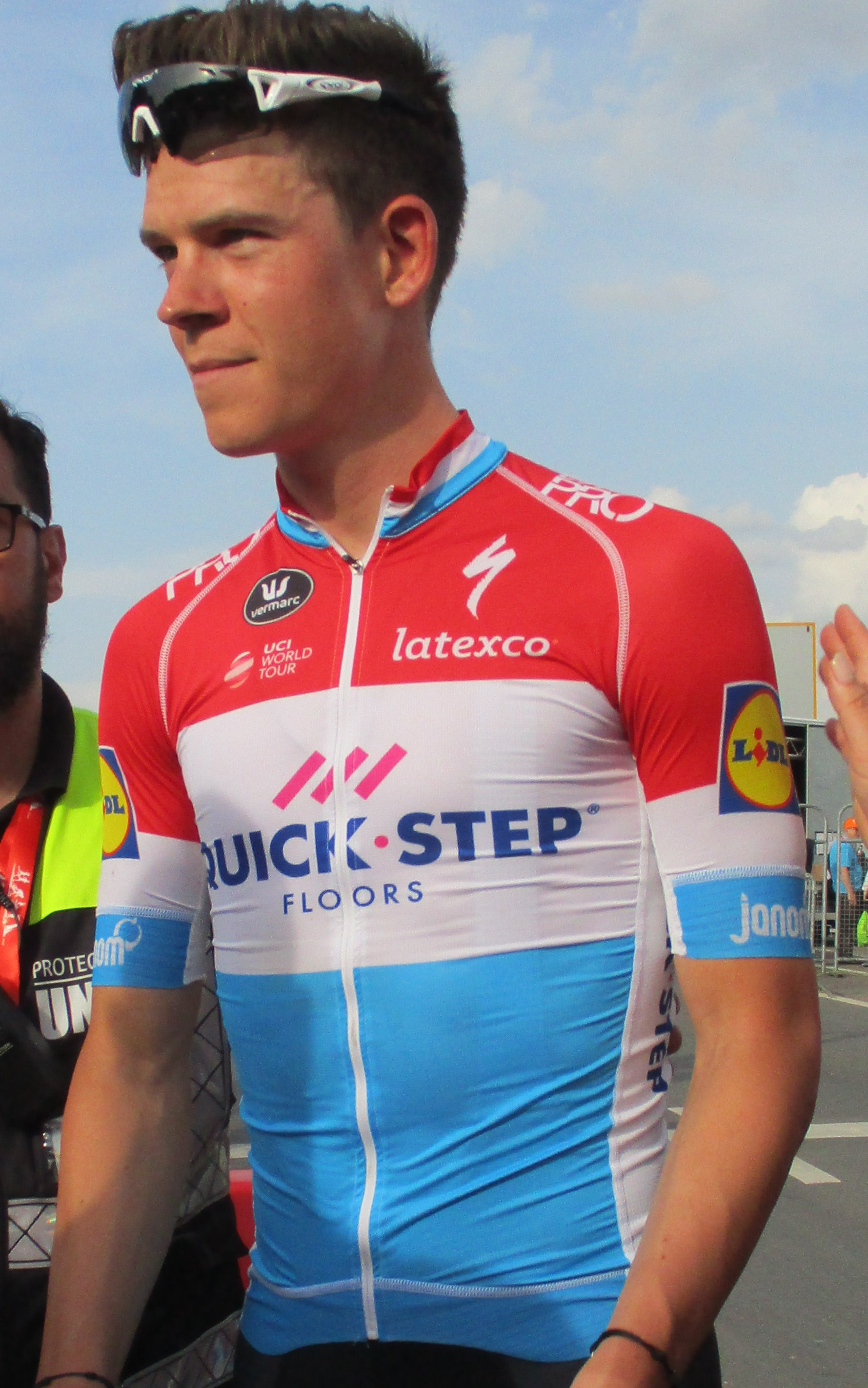
Bob Jungels campeón en 2013, 2015, 2016 y 2017.

## Palmarés
| Año         | Ganador             | Segundo             | Tercero             |
| 1922        | Franz Heck          | -                   | -                   |
| 1923        | Nicolas Frantz      | Franz Heck          | -                   |
| 1924        | Nicolas Frantz      | -                   | -                   |
| 1925        | Nicolas Frantz      | -                   | -                   |
| 1926        | Nicolas Frantz      | -                   | -                   |
| 1927        | Nicolas Frantz      | Nicolas Engel       | Victor Kirchen      |
| 1928        | Nicolas Frantz      | Victor Kirchen      | -                   |
| 1929        | Nicolas Frantz      | Victor Kirchen      | -                   |
| 1930        | Nicolas Frantz      | -                   | -                   |
| 1931        | Nicolas Frantz      | Jean-Pierre Muller  | -                   |
| 1932        | Nicolas Frantz      | -                   | -                   |
| 1933        | Nicolas Frantz      | -                   | -                   |
| 1934        | Nicolas Frantz      | -                   | -                   |
| 1935        | Arsène Mersch       | -                   | -                   |
| 1936        | Émile Bewing        | -                   | -                   |
| 1937        | Pierre Clemens      | Jean Majerus        | -                   |
| 1938        | Mathias Clemens     | Paul Frantz         | Jean Majerus        |
| 1939        | Arsène Mersch       | Aloyse Klensch      | -                   |
| 1940        | Lucien Bidinger     | -                   | -                   |
| 1945        | Joseph Bintener     | Mathias Clemens     | Jean Kirchen        |
| 1946        | Jean Kirchen        | Joseph Bintener     | -                   |
| 1947        | Jean Goldschmit     | Jean Kirchen        | Mathias Clemens     |
| 1948        | Mathias Clemens     | Jean Kirchen        | Lucien Gillen       |
| 1949        | Willy Kemp          | Jean Diederich      | Jean Kirchen        |
| 1950        | Jean Goldschmit     | Jean Diederich      | Marcel Ernzer       |
| 1951        | Jean Kirchen        | Willy Kemp          | Jean Diederich      |
| 1952        | Johny Goedert       | Willy Kemp          | Marcel Ernzer       |
| 1953        | Marcel Ernzer       | Jean Diederich      | Charly Gaul         |
| 1954        | Marcel Ernzer       | Charly Gaul         | Jean-Pierre Schmitz |
| 1955        | Marcel Ernzer       | Willy Kemp          | François Gehlhausen |
| 1956        | Charly Gaul         | Marcel Ernzer       | Jean-Pierre Schmitz |
| 1957        | Charly Gaul         | Marcel Ernzer       | Willy Kemp          |
| 1958        | Jean-Pierre Schmitz | Charly Gaul         | Marcel Ernzer       |
| 1959        | Charly Gaul         | Jean-Pierre Schmitz | Marcel Ernzer       |
| 1960        | Charly Gaul         | Jean-Pierre Schmitz | Aldo Bolzan         |
| 1961        | Charly Gaul         | Marcel Ernzer       | Aldo Bolzan         |
| 1962        | Charly Gaul         | Roger Thull         | Bruno Martinato     |
| 1963        | Roger Thull         | Lucien Gillen       | -                   |
| 1964        | Roger Thull         | -                   | -                   |
| 1965        | Johny Schleck       | Roger Thull         | -                   |
| 1966        | Edy Schutz          | Johny Schleck       | -                   |
| 1967        | Edy Schutz          | Johny Schleck       | -                   |
| 1968        | Edy Schutz          | Johny Schleck       | Roland Smaniotto    |
| 1969        | Edy Schutz          | Roger Gilson        | -                   |
| 1970        | Edy Schutz          | -                   | -                   |
| 1971        | Edy Schutz          | -                   | -                   |
| 1972        | Roger Gilson        | -                   | -                   |
| 1973        | Johny Schleck       | Roger Gilson        | -                   |
| 1974        | Roger Gilson        | Erny Kirchen        | Jean Becker         |
| 1975        | Roger Gilson        | Jean Becker         | -                   |
| 1976        | Roger Gilson        | -                   | -                   |
| 1977        | Lucien Didier       | Marcel Thull        | Roger Gilson        |
| 1978        | Lucien Didier       | -                   | -                   |
| 1979        | Lucien Didier       | -                   | -                   |
| 1980        | Lucien Didier       | -                   | -                   |
| 1981        | Eugène Urbany       | -                   | -                   |
| 1982        | Eugène Urbany       | (*)                 | -                   |
| 1983        | Eugène Urbany       | -                   | -                   |
| 1984        | Claude Michely      | -                   | -                   |
| 1985        | Claude Michely      | -                   | -                   |
| 1986        | Enzo Mezzapesa      | -                   | -                   |
| 1987        | Enzo Mezzapesa      | Claude Michely      | -                   |
| 1988        | Enzo Mezzapesa      | Claude Michely      | -                   |
| 1989        | Pascal Triebel      | -                   | -                   |
| 1990        | Pascal Kohlvelter   | -                   | -                   |
| 1991 - 1995 | No hubo competición |                     |                     |
| 1996        | Enzo Mezzapesa      | Benny Schaack       | Daniel Bintz        |
| 1997        | Daniel Bintz        | Christian Poos      | Enzo Mezzapesa      |
| 1998        | Tom Flammang        | Vincenzo Centrone   | (*)                 |
| 1999        | Kim Kirchen         | Benoit Joachim      | Max Becker          |
| 2000        | Benoît Joachim      | Christian Poos      | Fränk Schleck       |
| 2001        | Christian Poos      | Benoît Joachim      | Kim Kirchen         |
| 2002        | Christian Poos      | Vincenzo Centrone   | Steve Fogen         |
| 2003        | Benoît Joachim      | Marc Vanacker       | Christian Poos      |
| 2004        | Kim Kirchen         | Fränk Schleck       | Benoît Joachim      |
| 2005        | Fränk Schleck       | Kim Kirchen         | Andy Schleck        |
| 2006        | Kim Kirchen         | Fränk Schleck       | Andy Schleck        |
| 2007        | Benoît Joachim      | Christian Poos      | Fränk Schleck       |
| 2008        | Fränk Schleck       | Benoît Joachim      | Christian Poos      |
| 2009        | Andy Schleck        | Laurent Didier      | Fränk Schleck       |
| 2010        | Fränk Schleck       | Andy Schleck        | Ben Gastauer        |
| 2011        | Fränk Schleck       | Andy Schleck        | Laurent Didier      |
| 2012        | Laurent Didier      | Ben Gastauer        | Fränk Schleck       |
| 2013        | Bob Jungels         | Pit Schlechter      | Jempy Drucker       |
| 2014        | Fränk Schleck       | Ben Gastauer        | Andy Schleck        |
| 2015        | Bob Jungels         | Ben Gastauer        | Pit Schlechter      |
| 2016        | Bob Jungels         | Alex Kirsch         | Fränk Schleck       |
| 2017        | Bob Jungels         | Alex Kirsch         | Ben Gastauer        |
| 2018        | Bob Jungels         | Alex Kirsch         | Tim Diederich       |
| 2019        | Bob Jungels         | Kevin Geniets       | Pit Leyder          |
| 2020        | Kevin Geniets       | Bob Jungels         | Jempy Drucker       |
| 2021        | Kevin Geniets       | Jempy Drucker       | Loïc Bettendorff    |
| 2022        | Colin Heiderscheid  | Noé Ury             | Alexandre Kess      |
| 2023        | Alex Kirsch         | Michel Ries         | Mats Wenzel         |
| 2024        | Kevin Geniets       | Mats Wenzel         | Alexandre Kess      |
| 2025        | Arthur Kluckers     | Luc Wirtgen         | Alexandre Kess      |

(*) descalificado

## Estadísticas

### Más victorias
| Ciclista        | Victorias | Años                                                                    |
| --------------- | --------- | ----------------------------------------------------------------------- |
| Nicolas Frantz  | 12        | 1923, 1924, 1925, 1926, 1927, 1928, 1929, 1930, 1931, 1932, 1933 y 1934 |
| Charly Gaul     | 6         | 1956, 1957, 1959, 1960, 1961 y 1962                                     |
| Edy Schutz      | 6         | 1966, 1967, 1968, 1969, 1970 y 1971                                     |
| Bob Jungels     | 6         | 2013, 2015, 2016, 2017, 2018 y 2019                                     |
| Fränk Schleck   | 5         | 2005, 2008, 2010, 2011 y 2014                                           |
| Roger Gilson    | 4         | 1972, 1974, 1975 y 1976                                                 |
| Lucien Didier   | 4         | 1977, 1978, 1979 y 1980                                                 |
| Enzo Mezzapesa  | 4         | 1986, 1987, 1988 y 1996                                                 |
| Marcel Ernzer   | 3         | 1953, 1954 y 1955                                                       |
| Eugène Urbany   | 3         | 1981, 1982 y 1983                                                       |
| Kim Kirchen     | 3         | 1999, 2004 y 2006                                                       |
| Benoît Joachim  | 3         | 2000, 2003 y 2007                                                       |
| Kevin Geniets   | 3         | 2020, 2021 y 2024                                                       |
| Arsène Mersch   | 2         | 1935 y 1939                                                             |
| Mathias Clemens | 2         | 1938 y 1948                                                             |
| Jean Kirchen    | 2         | 1946 y 1951                                                             |
| Jean Goldschmit | 2         | 1947 y 1950                                                             |
| Roger Thull     | 2         | 1963 y 1964                                                             |
| Johny Schleck   | 2         | 1965 y 1973                                                             |
| Claude Michely  | 2         | 1984 y 1985                                                             |
| Christian Poos  | 2         | 2002 y 2001                                                             |